# Psorospermum alternifolium
Psorospermum alternifolium är en johannesörtsväxtart som beskrevs av Joseph Dalton Hooker. Psorospermum alternifolium ingår i släktet Psorospermum och familjen johannesörtsväxter. Inga underarter finns listade i Catalogue of Life.